# Georg Mühlberg

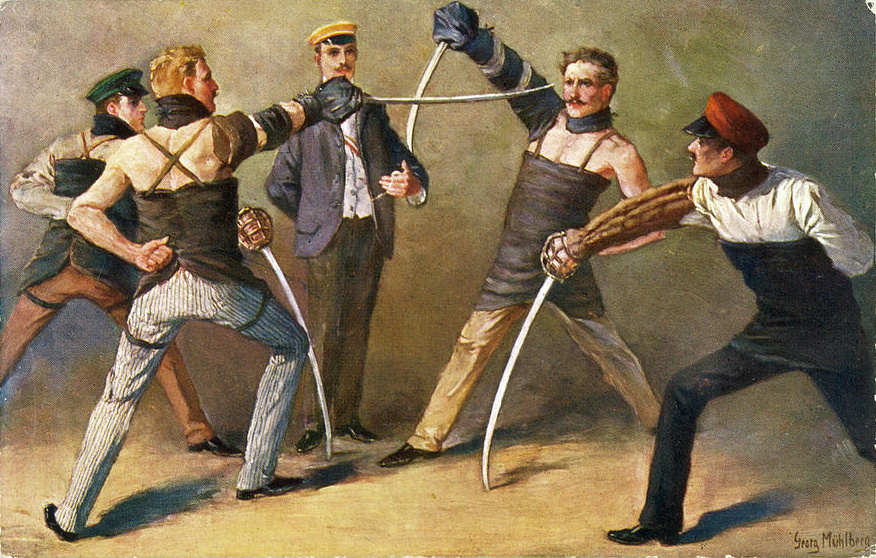
Duello di sciabola di studenti tedeschi, intorno al 1900, dipinto di Georg Mühlberg

Georg Mühlberg (Norimberga, 5 febbraio 1863 – Monaco di Baviera, 1º gennaio 1925) è stato un pittore, disegnatore e illustratore tedesco.

## Biografia
Mühlberg illustrò soprattutto letteratura per bambini, comprese favole (Paul Hey, 100 Fabeln für Kinder), fiabe e riviste. Diverse immagini raffigurano scene di vita studentesca. Produsse una popolare serie di cartoline sulle fiabe quali Tischlein deck dich e Die Sieben Schwaben, la copertina del romanzo storico di Wilhelm Hauff Der Pfeifer von Hardt e di romanzi di E. Marlitt tra cui Das Eulenhaus, Das Geheimniß der alten Mamsell, Goldelse e Reichsgräfin Gisela.